# Аржевітін Станіслав Михайлович
Станісла́в Миха́йлович Аржеві́тін (нар. 14 червня 1961, с. Колочава, Міжгірський район, Закарпатська область) — український політик та банкір. Колишній народний депутат України. Кандидат економічних наук (з 1998). Голова Ради Асоціації українських банків. Секретар Ради Українського козацтва (з червня 2005), член правління Національної спілки краєзнавців України. Завідувач кафедри банківської справи Київського національного економічного університету імені Вадима Гетьмана.

## Освіта
З 1978 до 1982 року навчався у Київському інституті народного господарства (нині Київський національний економічний університет імені Вадима Гетьмана) за спеціальністю «Фінанси та кредит».

## Кар'єра
Закінчивши навчання з 1982 до 1991 року працював у системі Будбанку СРСР (пізніше — Промінвестбанку).
Служив у Повітряно-десантних військах СРСР (1982—1984).
1991—2004 — голова правління Акціонерного банку «АЖІО» (тепер «СЕБ Банк»).
1992 року закінчив курс банківського менеджменту в Німеччині, 1993 року навчався у США, 1994-го — у Чехії, 1996-го — знов у Німеччині.
Втретє поспіль обраний головою Ради Асоціації українських банків.

## Професійна діяльність
Має багато публікацій у пресі, праць із банківської справи та фінансового менеджменту.
1998 року захистив дисертацію з проблем становлення підприємництва та малого бізнесу в Україні, кандидат економічних наук, академік Національної академії проблем людини, член-кореспондент Міжнародної кадрової академії, науковий радник Академії екологічних наук.

## Сім'я
Одружений. Разом із дружиною Іриною виховує трьох синів: Павла (1987), Дмитра (1989) та Ярослава (1999).
Батько — Аржевітін Михайло Іванович (1926—1981) — народився в селі Уди Золочівського району Харківської області. Був учителем фізкультури Колочавської середньої школи.
Мати — Аржевітіна (Дринь) Любов Дмитрівна — народилася 18 січня 1932 року в селі Переселення Кагарлицького району Київської області. З 1953 до 1981 року працювала вчителькою молодших класів Колочавської середньої школи. Зараз на пенсії.

## Громадська і політична діяльність
З 1996 року — Генеральний Скарбник Українського Козацтва, заступник Гетьмана України, генерал-осавул.
Радник Президента України (поза штатом) (червень 2005 — жовтень 2006); радник Президента України (поза штатом) (листопад 2007 — березень 2010).
Жовтень 2005 — квітень 2006 — заступник Міністра України з питань надзвичайних ситуацій та у справах захисту населення від наслідків Чорнобильської катастрофи.
Народний депутат України 5-го скликання з 25 травня 2006 до 15 червня 2007 від Блоку «Наша Україна», № 56 в списку. На час виборів: заступник Міністра України з питань надзвичайних ситуацій та у справах захисту населення від наслідків Чорнобильської катастрофи, безпартійний. Член фракції Блоку «Наша Україна» (з травня 2006). Член Комітету з питань фінансів і банківської діяльності (з липня 2006). 15 червня 2007 достроково припинив свої повноваження під час масового складення мандатів депутатами-опозиціонерами з метою проведення позачергових виборів до Верховної Ради.
Народний депутат України 6-го скликання з 23 листопада 2007 до 12 грудня 2012 від Блоку «Наша Україна — Народна самооборона», № 63 в списку. На час виборів: тимчасово не працював, член політичної партії Народний союз «Наша Україна». Член фракції Блоку «Наша Україна — Народна самооборона» (з листопада 2007). Член депутатської групи «За Україну!». Перший заступник голови Комітету з питань фінансів і банківської діяльності (грудень 2007 — березень 2011), член Комітету з питань фінансів, банківської діяльності, податкової та митної політики (з березня 2011).
Був членом партії «Наша Україна», очолював її Закарпатську обласну організацію.
Меценат, 2008 заснував Всеукраїнську літературну премію імені Зореслава, яка підтримує діяльність літераторів та науковців, які популяризують творче надбання Закарпаття та сприяють духовному відродженню України.

## Відзнаки та нагороди
- Орден князя Ярослава Мудрого V ст. (27 червня 2012) — за значний особистий внесок у державне будівництво, соціально-економічний, науково-технічний, культурно-освітній розвиток України, вагомі трудові здобутки та високий професіоналізм[11]
- Орден «За заслуги» I ст. (14 березня 2008) — за значний особистий внесок у відродження і розвиток історико-культурних традицій Українського козацтва[12]
- Орден «За заслуги» II ст. (17 травня 2006) — за вагомий особистий внесок у реалізацію грошово-кредитної політики, забезпечення стабільного функціонування банківської системи, високий професіоналізм[13]
- Орден «За заслуги» III ст. (20 травня 1999) — за вагомі досягнення в професійній діяльності, багаторічну сумлінну працю[14]
- Відзнака Президента України — Хрест Івана Мазепи (23 лютого 2010) — за вагомий особистий внесок у відродження історичної спадщини українського народу, багаторічну плідну професійну діяльність[15]
- Почесна грамота Верховної Ради України «За особливі заслуги перед українським народом»
- Почесна грамота Кабінету Міністрів України (26 вересня 2001) — за багаторічну сумлінну працю, вагомий внесок у розвиток кредитно-фінансового ринку України, високий професіоналізм та активну громадську діяльність[16]
- звання «Почесний краєзнавець України» (2009)
- орден «Козацький хрест» від Українського Козацтва
- особиста відзнака гетьмана Українського Козацтва
- міжнародна премія «Дружба»
- міжнародна премія «Слов'яни»
- міжнародна премія «Меценат екології»
- премія «Міжнародна співдружність»
- національна премія банку «ІНКО»
- орден УПЦ КП «Архистратига Михаїла»
- «Срібна відзнака Національного банку України».
- Лауреат Премії імені академіка Петра Тронька Національної спілки краєзнавців України (2013).